# شارل پگی
شارل پیر پگی (به فرانسوی: Charles Péguy) (۷ ژانویه ۱۸۷۳–۵ سپتامبر ۱۹۱۴) نویسنده، شاعر و مقاله‌نویس قرن نوزدهم میلادی اهل فرانسه است که دارای دو گرایش فلسفی سوسیالیستی و ناسیونالیستی بود و در آثارش مولفه‌های بسیار قدرتمندی از عناصر مذهب کاتولیک دیده می‌شود.

## زندگی‌نامه
پگی در یک خانواده فقیر در شهر اولئان متولد شد. وقتی کودک بود؛ پدرش را از دست داد و مادرش سرپرستی وی را بر عهده گرفت. وی پس از دریافت بورسیه از مدرسه عالی اکول نرمال سوپریور پاریس با آنری برگسون فیلسوف بعدی و رومن رولان نویسنده مشهور فرانسوی همکلاس و دوست شد. اگرچه پگی بدون دریافت مدرک آکادمیک؛ دانشکده را ترک نمود اما تا سالها در سخنرانی‌های دانشگاه حضور می‌یافت. وی در سال ۱۸۹۷ با دختری به نام شالروت فرانسیس بودوین ازدواج کرد. آنها صاحب سه پسر شدند که یکی از آنها پس از کشته شدن پگی متولد شد. پگی یکی از هواداران حزب سوسیالیت فرانسه بود و در سال ۱۹۰۰ به این حزب پیوست. او یکی از دوستان نزدیک ژان ژورس رهبر حزب سوسیالیست فرانسه بود اما بعدها به همکاری با ژورس خاتمه داد. یکی از اشعار آزاد او با نام رواق‌های رمزو راز فضیلت دوم بیش از ۶۰ بار در فرانسه چاپ شد و مارشال دوگل یکی از علاقه‌مندان به این مجموعه اشعار بود. او پس از کناره گیری از حزب سوسیالیست؛ دارای دیدگاه‌های ناسیونالیستی گردید بگونه ای که بعدها موسولینی اذعان نمود که شارل پگی منبع و منشأ فاشسیم محسوب می‌شد. با شروع جنگ جهانی اول آلمان به فرانسه اعلام جنگ داد و شارل پگی نیز با درجه ستوانی در گروهان نوزدهم هنگ ۲۷۶ پیاده فرانسه مشغول به خدمت شد. با پیشروی آلمانها به سوی پاریس و یک روز قبل از جنگ اول مارن؛ شارل پگی در تاریخ ۵ سپتامبر ۱۹۱۴ در مارن از ناحیه سر هدف قرار گرفت و کشته شد. در سایت کشته شدن وی امروزه یک بنای یادبود به افتخار وی نصب شده‌است.